# Lotte New York Palace Hotel
Das Lotte New York Palace Hotel, früher The Helmsley Palace Hotel und New York Palace, ist ein 5-Sterne-Hotel in Manhattan in New York City, Vereinigte Staaten. Das Hotel besteht aus einem 1980 erbauten 172 Meter hohen Wolkenkratzer und den denkmalgeschützten Villard Houses.

## Beschreibung
Das Hotel befindet sich in Midtown Manhattan im Stadtteil Turtle Bay an der Madison Avenue zwischen der East 50th und East 51st Street. Die Adresse lautet 455 Madison Avenue. Direkt gegenüber steht jenseits der Madison Avenue mit der Rückansicht des Chores die St. Patrick’s Cathedral. Ein Block weiter westlich verläuft die Fifth Avenue.
Die in das Hotel integrierten von 1882 bis 1884 erbauten Village Houses waren ab 1971 im vollständigen Besitz des römisch-katholischen Erzbistums New York. Die Erzdiözese verpachtete 1974 das Gebäudeensemble für 99 Jahre an den Bau- und Immobilienunternehmer Harry Helmsley. Dieser ließ 1977 mit Genehmigung der Denkmalbehörde die beiden östlichsten der bis dahin sechs Gebäude umfassenden Villard Houses abreißen und an deren Stelle von 1978 bis 1980 das nach seiner Fertigstellung Helmsley Palace benannte Hotel errichten. Das Architekturbüro Emery Roth & Sons entwarf den Wolkenkratzer und verband ihn mit der östlichen Rückseite der verbliebenen Villard Houses, die es zugleich sanierte. Das Hotel wurde bis 1992 von Leona Helmsley betrieben und 1993 nach der Insolvenz der Helmsleys von Hassanal Bolkiah, Sultan von Brunei, erworben. Er benannte es in New York Palace um und ließ es umfangreich renovieren. 2008 übernahm die Brunei Investment Agency das Hotel und verkaufte es 2011 an die Northwood Investors. 2015 gelangte das Hotel in den Besitz der südkoreanischen Lotte Hotels & Resorts, die es in Lotte New York Palace Hotel umbenannten. In den Jahren 2022 und 2023 fand eine Renovierung der Fassaden des Hotelteils Villard Houses statt.
Der Hotelturm ist 171,6 Meter (563 Fuß) hoch, hat 55 Etagen und eine Fassade aus Glas und Aluminium und mit Travertin verkleideten Pfeilern. Die Fassaden der Villard Houses sind mit Brownstone verkleidet. In deren Mittelflügel befinden sich ein Nebeneingang, die reich verzierte Lobby und eine prunkvolle Treppenanlage. Das Luxus-Hotel besitzt 887 Zimmer und 22 Suiten (Stand 2021). Der Südflügel an der 50th Street beherbergt das Restaurant „Villard“ und die Bar „The Gold Room“. Die beiden Haupteingänge befinden sich in der East 50th und East 51st Street. Der Hotelteil Villard Houses steht seit 1968 unter Denkmalschutz.

## Ansichten

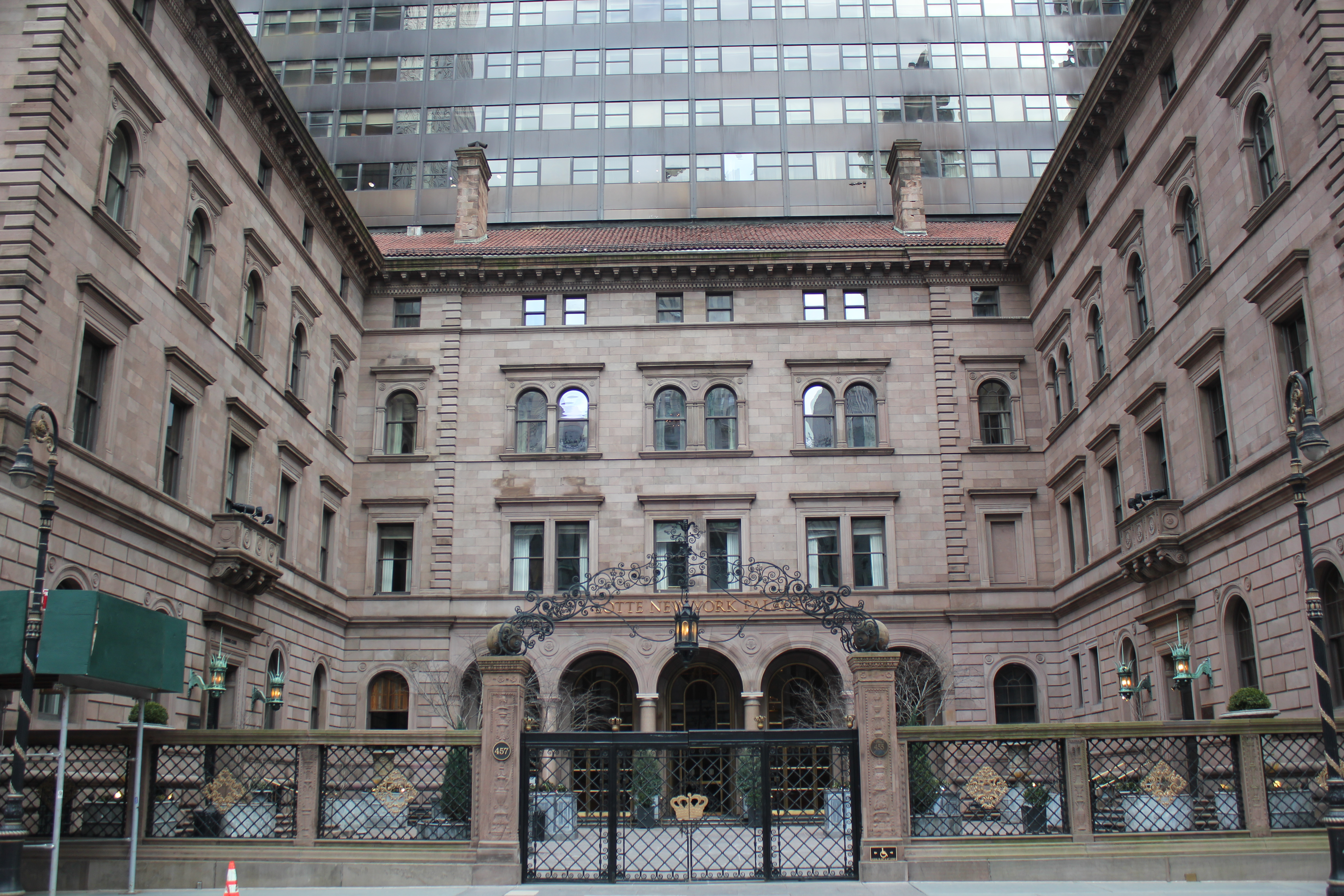
Hotelteil Villard Houses mit Innenhof an der Madison Avenue
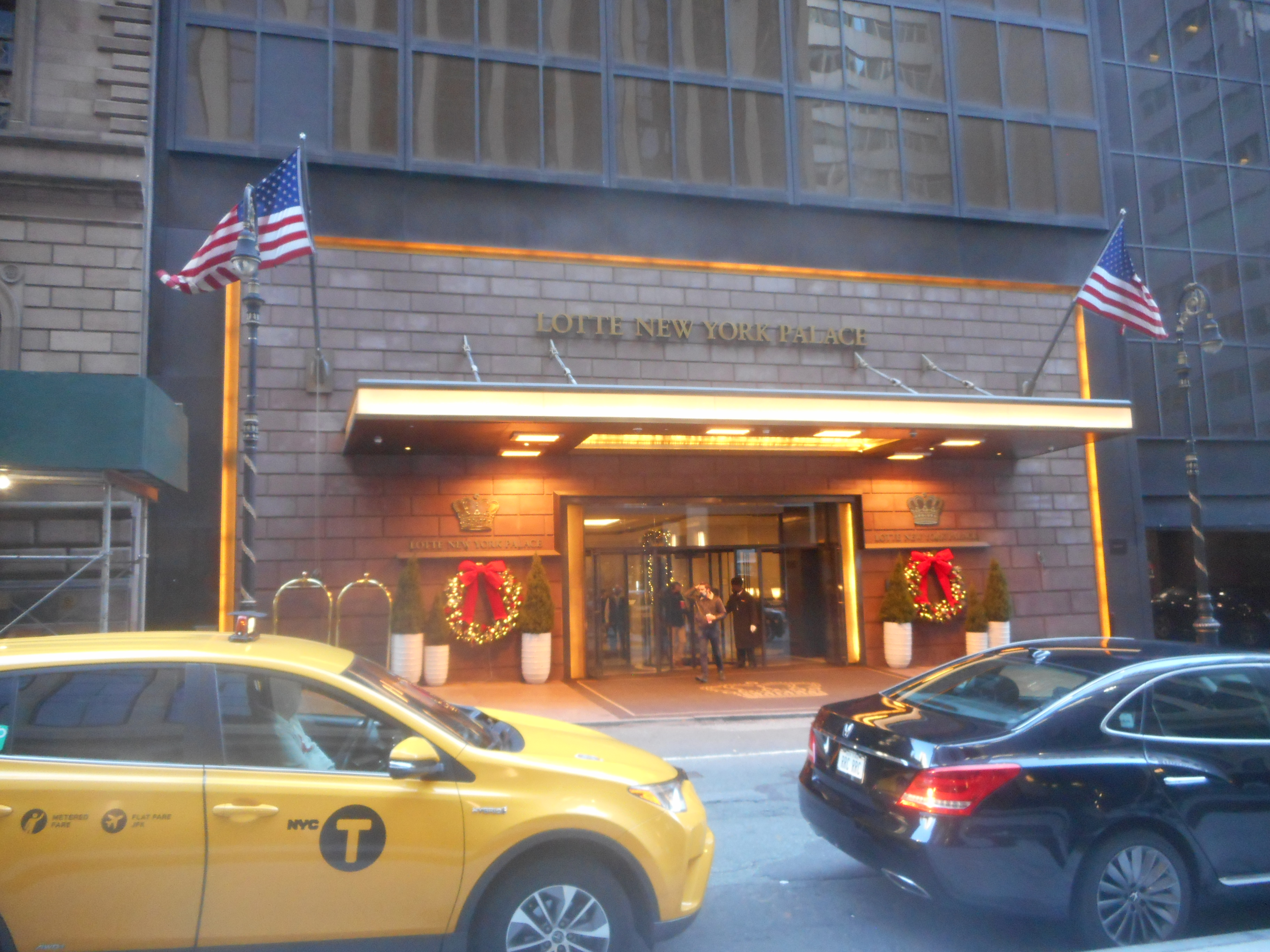
Hoteleingang in der 50th Street
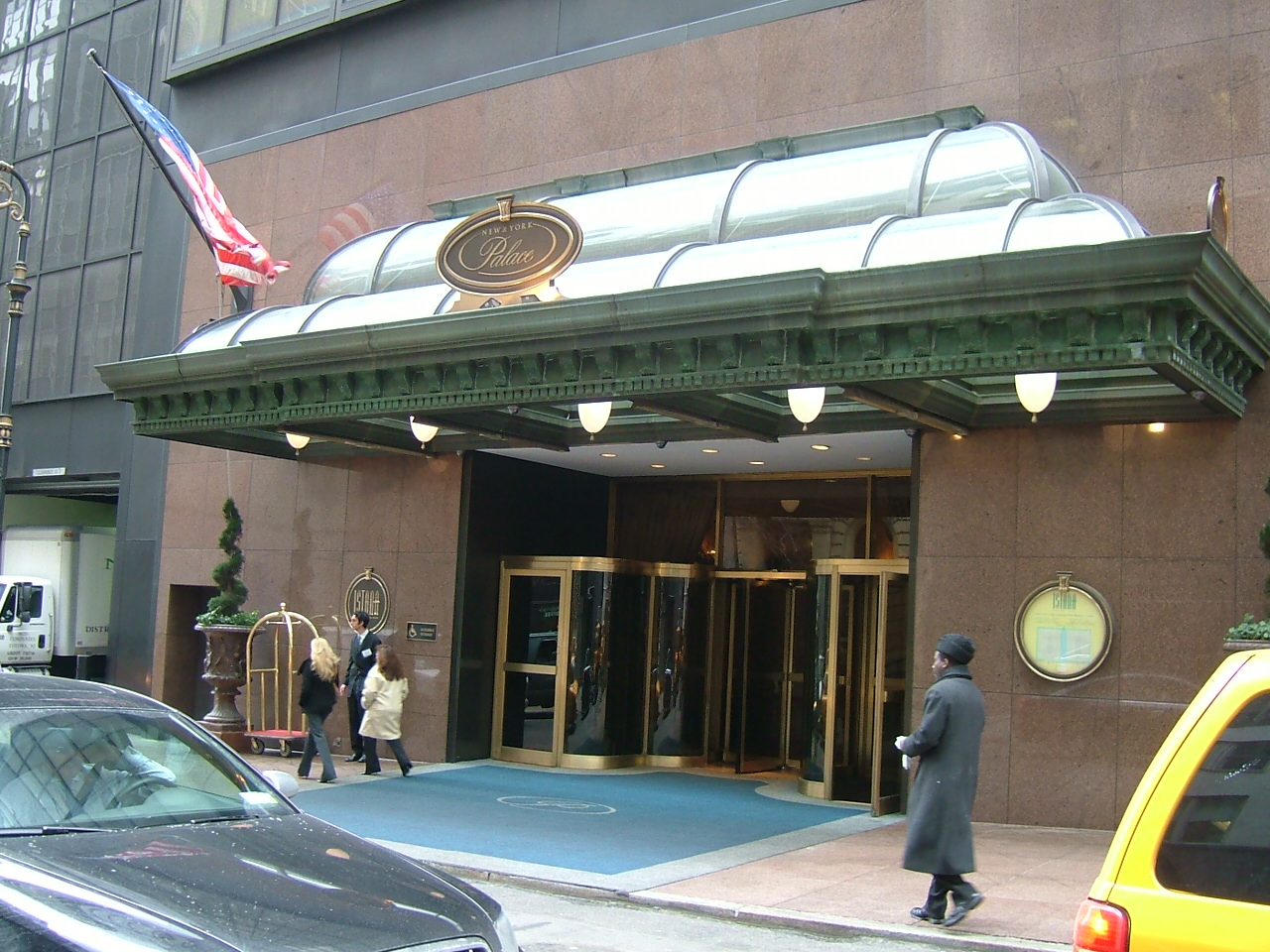
Hoteleingang in der 51st Street
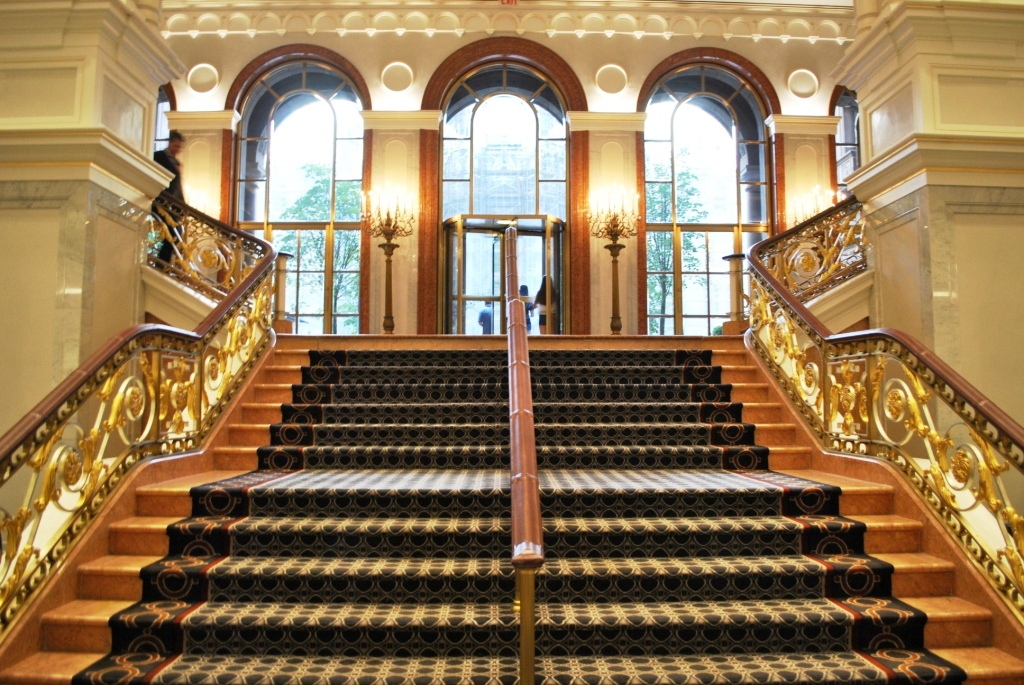
Prunkvolle Treppenanlage in der Lobby im Mittelflügel